# Parabactra
Parabactra là một chi bướm đêm thuộc phân họ Olethreutinae trong họ Tortricidae.

## Các loài
- Parabactra arenosa (Meyrick, 1909)
- Parabactra foederata (Meyrick, 1909)
- Parabactra sociata (Meyrick, 1909)